# Pandanus maevaranensis
Pandanus maevaranensis är en enhjärtbladig växtart som beskrevs av Ugolino Martelli. Pandanus maevaranensis ingår i släktet Pandanus och familjen Pandanaceae.
Artens utbredningsområde är Madagaskar. Inga underarter finns listade.